# Kuonnajärvi (sjö i Enontekis, Lappland)
Kuonnajärvi är en sjö i kommunen Enontekis i landskapet Lappland i Finland. Arean är 40 hektar och strandlinjen är 3,25 kilometer lång. Sjön  ingår i Torne älvs huvudavrinningsområde.   Den ligger omkring 260 kilometer nordväst om Rovaniemi och omkring 930 kilometer norr om Helsingfors. 
Söder om Kuonnajärvi, mellan sjön och Könkämäälven som utgör gräns mot Sverige, ligger byn Markkina.